# 和智恒蔵
和智 恒蔵（わち つねぞう、旧姓・大野、1900年7月24日 - 1990年2月2日）は、日本の海軍軍人、僧。最終階級は海軍大佐で、硫黄島では海軍警備隊司令を務めた。二男三女の父。僧名は恒阿弥。

## 経歴
和智熊太の養子となる。横須賀中学を経て、1922年6月、海軍兵学校（50期）を卒業。海軍大学校選科学生の時に、東京外国語学校にてスペイン語を学んだ。この学生時代の休暇中に陸軍騎兵第一連隊付になり、馬術を修める。1931年、1932年の二度、海軍通信学校高等科学生として学ぶ。「大泊」航海長、「那珂」通信長などを歴任。1934年11月、第三艦隊付となり上海に駐在して特務機関に勤務。その後は、東京無線電信所付兼軍令部出仕（大和田傍受所長）、東京通信隊分隊長兼軍令部出仕、練習艦隊参謀などを務める。
対米通信諜報の班長だった時、米国太平洋艦隊の発信電波を解析し、伊藤庸二の協力を得て、同艦隊が週始めに基地を出て、ある海域で訓練をし、週末に真珠湾に帰投して休養していることを確認。また、同艦隊所属の哨戒兼爆撃隊がハワイ・比島間で太平洋横断飛行を数回していることを確認。真珠湾への攻撃日時の決定に役立つ諜報活動をしていた。
1940年11月には、メキシコ公使館付海軍武官補佐官になり、L機関長として、諜報活動を行った。
太平洋戦争開戦後の1942年にニューヨークに呼び集められ、8月に第1回交換船として用意されたスウェーデン船籍「グリップスホルム」で野村吉三郎と共にニューヨーク港を出て、南アフリカ南東海岸のポルトガル領ロレンソ・マルケス港で、「浅間丸」に乗り換え、昭南市（シンガポール）に上陸した後、空路で帰国した。
帰国後は軍令部第4部第9課員として各地の司令部を回って、アメリカの情勢を解説した。硫黄島警備隊司令を拝命し、1944年3月に同島に赴して、海軍中佐として1362名の部下を持つ。大佐に昇進するが、作戦について口論したことが原因で、1944年10月15日付けで横須賀鎮守府付として内地に転属になる。帰国後、熱海での休養の後、1944年12月、南西方面艦隊司令部付となり、フィリピン大使館付武官を経て、1945年2月15日に海軍水雷学校教官として長崎県川棚に赴任する。同年3月より第5特攻戦隊第32突撃隊司令に転任して、鹿児島で本土決戦に備える。終戦を迎えると残務整理にあたる。鹿児島に駐留したアメリカ海兵隊第8連隊第1大隊の隊長に硫黄島への渡航の許可を申し出た。
1946年4月25日から9月まで巣鴨プリズンに拘禁された。戦争から生還したことに責任を感じて出家し、天台宗の僧侶になる。硫黄島協会を設立して、慰霊と遺骨収集に生涯を捧げた。1953年の第3回参議院議員通常選挙に全国区から改進党公認で出馬したが落選した。

## 親族
- 兄 大野太熊（海軍中佐）